# Râul Dâlga
Râul Dâlga este un curs de apă, afluent al râului Jiu prin intermediul Canalului Oporelu. 
Acest curs de apă izvorăște din vecinătatea localității Calopăr, Dolj și se varsă în râul Jiu în apropierea localității Bâzdâna. 